# 王清渠
王清渠（？—？），浙江杭州人，清朝政治人物。同进士出身。
道光二十年（1840年），登進士。道光二十八年（1848年）接替窦塾任华亭县知县一职，同年由陈嘉勋接任。